# かましいりこ
かましいりこは石川県白山市白峰地区（旧・白峰村）の郷土料理。シコクビエを用いたおやつである。
雑穀の一種であるシコクビエは、白峰では古くから「かまし」と呼ばれていた。シコクビエの穂がカモの足に似ていることで「鴨足」が由来の語である。かましいりこは、その「かまし」を粉末にし、砂糖と水（お湯）でこねたものである。
2024年に文化庁の100年フード「伝統の100年フード部門」に認定された。